# 你考古嗎？
《你考古嗎？》是2015年4月開始在NHK教育頻道播放的一輯電視動畫。透過有關科學的解說，觀眾可與動畫中的角色一起，探索不可思議的寒武紀生物。
動畫於2014年3月29日07:15－07:30，在NHK教育頻道進行為時15分鐘的試播。其後於記念NHK開台90周年的特集「生命大躍進」內正式播映。第二輯在2017年2月26日起播放。第二輯的工作人員和配音員與第一輯相同。

## 登場人物
文森·蘭度
配音：田谷隼（日）；胡家豪（港）
進行異次元潛行，探測寒武紀之海的次元潛水員，14歲；個性開朗勇敢，好奇心旺盛。
漢娜·安寧
配音：諏訪彩花（日）；何寶珊（港）
同為進行異次元潛行，探測寒武紀之海的次元潛水員，14歲；十分喜愛甜品，在任何時候都能保持冷靜。
皮卡蟲
配音：水橋香織（日）；林元春（港）
柏加博士
配音：大川透（日）；張炳強（港）
「寒武紀計劃」的提倡者。
莫里斯
配音：野島裕史（日）；李鎮然（港）
柏加博士的助手，亦為異次元潛行的操作員，比博士更熟悉有關機件的知識。
負責主持ED後環節「告訴我吧！莫里斯」。
艾瑪總統
配音：木下紗華（日）；許盈（港）
「寒武紀計劃」的支援者。
費沙副總統
配音：稻田徹（日）；朱子聰（港）
溫蒂·奧雲
配音：田中愛美（日）；魏惠娥（港）
先前被費沙委托阻止“寒武記計畫”，於第二季與文森,漢娜進行異次元潛行。
衛爾
配音：西谷亮（日）；李震權（港）
哈利
配音：高橋渉（日）；鄧港文（港）
愛德華·愛德華兹
配音：檜山修之（日）；劉奕希（港）
伊佛爾
配音：永塚拓馬（日）；黃積權（港）
突然出現的神秘敵人。沒有人知道他從哪裡來，有甚麽目的。但和文森他們一樣，目標是Lost Code。
影A（配音：田尻浩章）
影B（配音：祐仙勇）
只在第一輯登場。

## 製作人員
- 製作人：枡本考浩、井誠元、森下勝司、加藤浩幸
- 導演：富安大貴
- 系列構成：藤咲淳一
- 人物設計：松永香苗、五十嵐直子
- 總作畫監督：松永香苗
- 機械設計：西谷泰史
- 美術監督：白石誠
- 色彩設計：佐藤直
- 攝影監督：柚木脇達己
- CGI製作：小林雅士
- CGI導演：三上康博
- 編輯：野川仁
- 音樂製作：都田和志
- 音響監督：渡邊淳
- 動畫製作：OLM
- 製作•著作：NHK、NHK教育股份有限公司、Production I.G、OLM

## 主題曲
第一輯
片頭曲「Colorful Fantasy（カラフル・ファンタジー）」
作詞：zopp，作曲：田熊知存，主唱：elfin'
片尾曲
作詞：嵐田光，作曲 · 編曲：安岡洋一郎，主唱：elfin'
插入曲「♪Prologue」
主唱：cossami
第二輯
片頭曲
主唱：
片尾曲「Nie²Bye²（ナイツーバイバイ）」
主唱：

## 各話列表
| 集數  | 日文標題 | 中文標題                       | 劇本     | 分鏡     | 演出       | 作畫監督                                                    | 播出日期（日） | 播出日期（港） |
| 第1輯 | 第1輯    | 第1輯                          | 第1輯    | 第1輯    | 第1輯      | 第1輯                                                       | 第1輯          | 第1輯          |
| ----- | -------- | ------------------------------ | -------- | -------- | ---------- | ----------------------------------------------------------- | -------------- | -------------- |
| 1     |          | 前往寒武紀之海！               | 藤咲淳一 | 富安大貴 | 大和田淳   | 一石小百合                                                  | 2015年 4月29日 | 2016年 8月27日 |
| 2     |          | 現今的生物模仿！               | 藤咲淳一 | 秋山勝仁 | 大和田淳   | 佐藤綾                                                      | 5月4日         | 9月3日         |
| 3     |          | 懸崖上的怪誕蟲！               | 福留俊   | 秋山勝仁 | 山口健太郎 | 鈴木彩乃                                                    | 5月5日         | 9月10日        |
| 4     |          | 衝破激流！                     | 福留俊   | 秋山勝仁 | 山口健太郎 | 橫山隆                                                      | 5月6日         | 9月17日        |
| 5     |          | 堅硬的擬油櫛蟲！               | 藤咲淳一 | 三浦陽   | 西田健一   | 後村武 酒井裕未（補助）                                     | 7月20日        | 9月24日        |
| 6     |          | 前進吧，鑿船蟲！               | 藤咲淳一 | 三浦陽   | 西田健一   | 後村武 酒井裕未（補助）                                     | 7月21日        | 10月1日        |
| 7     |          | 這就是寒武記計劃！             | 藤咲淳一 | 富安大貴 |            | 村口理                                                      | 7月22日        | 10月8日        |
| 8     |          | 阻止奧托蟲！                   | 福留俊   | 辻初樹   | 中村航     | 中野繭子                                                    | 7月23日        | 10月15日       |
| 9     |          | 寒武記大決戰！                 | 福留俊   | 秋山勝仁 | 中村航     | 森知鶴                                                      | 7月24日        | 10月22日       |
| 10    |          | 尋找，一線光明！               | 藤咲淳一 | 室谷靖   | 室谷靖     | 大野美葉                                                    | 7月27日        | 10月29日       |
| 11    |          | 傳達給漢娜，文森的聲音！       | 藤咲淳一 | 室谷靖   | 室谷靖     | 大野美葉                                                    | 7月28日        | 11月5日        |
| 12    |          | 次元調查中止令！               | 藤咲淳一 | 樋口香里 |            | 後村武                                                      | 7月29日        | 11月12日       |
| 13    |          | 為了五億年後的未來！           | 藤咲淳一 | 富安大貴 | 富安大貴   | 西川廣                                                      | 7月30日        | 11月19日       |
| 第2輯 |          |                                |          |          |            |                                                             |                |                |
| 1     |          | 再次向太古的海洋進發！！       | 藤咲淳一 | 井端義秀 | 井端義秀   | 大塚真史、松田真路 西村廣                                   | 2017年 2月26日 | 2018年 5月13日 |
| 2     |          | 泥盆的怪魚，鄧氏魚！！         | 藤咲淳一 | 井端義秀 | 井端義秀   | 松田真路、西村廣 田中源吾                                   | 3月5日         | 5月20日        |
| 3     |          | 目標是泥盆的陸地！！           | 藤咲淳一 | 三浦和也 | 三浦和也   | 能海知佳、錦織成 西村廣                                     | 3月12日        | 5月27日        |
| 4     |          | 名叫伊佛爾的強敵！！           | 藤咲淳一 | 三浦和也 | 三浦和也   | 能海知佳、錦織成 西村廣                                     | 3月12日        | 6月3日         |
| 5     |          | 追蹤巨脈蜻蜓！！               | 藤咲淳一 | 井端義秀 | 中川淳     | 松田真路、西村廣                                            | 4月1日         | 6月10日        |
| 6     |          | 機會只有一次，要救出皮卡蟲！！ | 藤咲淳一 | 井端義秀 | 中川淳     | 大塚真、西村廣 廣岡俊人                                     | 4月8日         | 6月17日        |
| 7     |          | 尋找荒野中的異齒龍             | 藤咲淳一 | 有田周平 | 有田周平   | 能海知佳、龜山千夏 錦織成                                   | 4月15日        | 6月24日        |
| 8     |          | 疑惑 伊佛爾的邀請！！          | 藤咲淳一 | 有田周平 | 有田周平   | 龜山千夏、錦織成 宮田瑠美、能海知佳                         | 4月22日        | 7月1日         |
| 9     |          | 怎麼辦？文森的抉擇！！         | 藤咲淳一 | 北原廣大 | 古賀一臣   | 小山知洋                                                    | 4月29日        | 7月8日         |
| 10    |          | 揭開伊佛爾的秘密               | 藤咲淳一 | 吉村文宏 | 佐佐木真哉 | 龜山千夏、服部憲知                                          | 5月6日         | 7月15日        |
| 11    |          | 守護雙齒獸母子！！             | 藤咲淳一 | 吉村文宏 | 三浦和也   | 能海知佳、石堂伸晴                                          | 5月13日        | 7月22日        |
| 12    |          | 阻止第六次大滅絕！！           | 藤咲淳一 | 井端義秀 | 井端義秀   | 松田真路、西村廣                                            | 5月20日        | 7月29日        |
| 13    |          | 連繫地球的未來！！             | 藤咲淳一 | 井端義秀 | 井端義秀   | 西村廣、廣岡歲仁 松田真路、大塚真史 鈴木敦、高橋優 小川智樹 | 5月27日        | 8月5日         |

## 播放資訊
日本
（第一輯）
- 播放電視台：NHK教育頻道
- 播放日期：2014年3月29日
- 播放時間：早上7時15分－7時30分
- 集數：1集

（第二輯）
- 播放電視台：NHK教育頻道
- 播放日期：2015年4月29日－5月6日（第1—4集）、2015年7月20日－7月30日（第5－13集）
- 播放時間：上午10時至10時15分
- 集數：13集


- 播放電視台：NHK教育頻道
- 播放日期：2017年2月26日－2017年5月27日
- 播放時間：下午4時45分－5時

香港
「你考古嗎？」（ピカイア!）
- 播放電視台：無綫電視翡翠台
- 播放日期：2016年8月27日－2016年11月19日
- 播放時間：下午5時正－5時25分
- 播放集數：13集

「你考古嗎？II」（ピカイア!!）
- 播放電視台：無綫電視翡翠台
- 播放日期：2018年5月13日－2018年8月5日
- 播放時間：下午5時正－5時20分
- 播放集數：13集

| 翡翠台 星期一至五 15:45－16:05 節目   | 翡翠台 星期一至五 15:45－16:05 節目         | 翡翠台 星期一至五 15:45－16:05 節目 |
| ------------------------------------- | ------------------------------------------- | ----------------------------------- |
|                                       | 你考古嗎？ 重播 （2018年9月24日－10月10日） |                                     |
| 心動！光之美少女 重播 （15:45-16:15） | DAYS! 綠茵小球王 重播 （15:45-16:15）       |                                     |

| 翡翠台 星期六 10:15－10:35 節目 4月4日、4月11日暫停播映        | 翡翠台 星期六 10:15－10:35 節目 4月4日、4月11日暫停播映 | 翡翠台 星期六 10:15－10:35 節目 4月4日、4月11日暫停播映 |
| -------------------------------------------------------------- | ------------------------------------------------------- | ------------------------------------------------------- |
|                                                                | 你考古嗎？II 重播 （2020年2月1日－5月9日）              |                                                         |
| 珍惜香港 發放娛樂 TVB 52年 重播（2020年1月25日） (10:10-12:05) | 動物有問題 重播 （10:15-10:45）                         |                                                         |

## 外部連結
- 「你考古嗎？」NHK官方網站 （日語）
- 「你考古嗎？」Production I.G作品介紹 （页面存档备份，存于） （日語）
- 「你考古嗎？」myTV重溫網頁 （繁體中文）
- 互联网电影数据库（IMDb）上《你考古嗎？》的资料（英文）